# Финне, Борд
Бор Финне (норв. Bård Finne; род. 13 февраля 1995[…], Берген) — норвежский футболист, нападающий клуба «Бранн» и сборной Норвегии.

## Карьера

### Бранн
Финн родился в Бергене, но его родители родом из Восса. В детстве он занимался лёгкой атлетикой и лыжными гонками, став чемпионом региона по лыжным гонкам за спортивный клуб «Восс». Он вырос в районе стадиона «Бранн» и играл в футбол за «Тране», но в возрасте 12 лет он решил отказаться от лёгкой атлетики и катания на лыжах и присоединился к команде «Нюмарк», где уже играли Андреас Виндхейм и Каспер Сканес. В 2009 году все трое присоединились к молодёжной команде «Бранн».
Перед тем, как Финне подписал профессиональный контракт с Бранном, он уже играл в «Типпелиге», так как был в заявке второй команды. Голландский клуб «НЕК» и клуб Уле Гуннара Сульшера «Молде» проявляли интерес к нему, но в сентябре 2012 года Финне подписал профессиональный контракт с Бранном. Его первые два гола в «Типпелиге» он забил в матче против «Русенборга» 23 сентября 2012 года. В сезоне 2012 года он провел пять матчей и забил три гола, в результате чего ему присвоили прозвище «лис в коробке» (англ. «The fox in the box»).
Финне впервые появился на поле в сезоне 2013 года в апреле, когда заменил Кристоффера Бармена в матче против «Лиллестрёма». В том же году в первом раунде Кубка Норвегии Финне забил четыре гола, тем самым помог Бранну выиграть «Ховдинг» со счетом 14:0. Однако в июне того же года Финне отказался от предложения Бранна о новом контракте и объявил о своем желании переехать за границу в летнее трансферное окно или по окончании сезона, когда истечет его текущий контракт. Болельщики Бранна не одобрили его решение и освистали игрока в домашнем матче против «Саннес Ульф» 29 июня 2013 года, когда он заменил Мартина Пушича. Однако Финне ответил хет-триком в победном матче со счетом 6:1.

### Кёльн
20 августа 2013 года было объявлено, что он подписал контракт с командой «Второй Бундеслиги» Кёльном на срок 3,5 года, начиная с января 2014 года. Его переход в клуб осуществился в соответствии с правилом Босмана, поскольку его предыдущий контракт с Бранном истекал 31 декабря 2013 года. Дебют игрока за «Кёльн» состоялся 9 февраля в матче Второй Бундеслиги против «Падерборн 07» на стадионе «Рейн Энерги», который завершился со счетом 0:1. Он вышел на поле на 46-й минуте, заменив Энтони Уджа.

### Хайденхайм
16 января 2016 года он присоединился к клубу «Хайденхайм». В течение своего пребывания в команде Финне сыграл 24 матча и забил 3 гола.

### Волеренга
24 февраля 2017 года Финне подписал четырёхлетний контракт с норвежским клубом «Волеренга», который является соперником «Бранна». Это произошло несмотря на заявление его агента, что он никогда не будет играть за другой норвежский клуб. В своем дебютном матче за «Волеренгу» против «Викинга» Финне забил единственный гол, благодаря этому клуб победу со счетом 1:0.

### Сённерйюск
10 октября 2020 года было объявлено, что Финне присоединится к датскому клубу «Сённерйюск», который выступает в Суперлиги, начиная с 2021 года. Соглашение между Финне и клубом рассчитано до июня 2024 года

### Возвращение в Бранн
Финн вернулся в Норвегию 5 августа 2021 года и заключил контракт со своим первым профессиональным клубом «Бранн», рассчитанный до июня 2025 года. В 2022 году он стал одним из лучших бомбардиров Первого дивизиона Норвегии, забив 16 голов, вместе с Гифтом Орбаном.

## Международная карьера
Финне впервые представил Норвегию в сентябре 2010 года, сыграв два матча за сборную до 15 лет против сборной Швеции до 15 лет. В следующем месяце его выбрали в команду, которая участвовала в турнире до 15 лет против Португалии, Франции и Нидерландов. В 2010 году он провел пять матчей за команду до 15 лет. В следующем году он сыграл 11 матчей за команду до 16 лет, забив пять голов. В 2012 году он также провел 11 матчей и забил четыре гола за команду до 17 лет, а также 11 матчей и три гола за команду до 18 лет. В 2013 году он дебютировал в команде до 19 лет, забив голы в матчах против сборных Нидерландов и Кипра в элитном раунде чемпионата Европы по футболу среди юношей до 19 лет.

## Статистика

### Выступления за клубы
| Клуб             | Сезон            | Лига              | Лига | Лига | Кубок | Кубок | Всего | Всего |
| Клуб             | Сезон            | Дивизион          | Игры | Голы | Игры  | Голы  | Игры  | Голы  |
| ---------------- | ---------------- | ----------------- | ---- | ---- | ----- | ----- | ----- | ----- |
| Бранн            | 2012             | Типпелига         | 7    | 3    | 2     | 1     | 9     | 4     |
| Бранн            | 2013             | Типпелига         | 19   | 5    | 3     | 6     | 22    | 11    |
| Бранн            | Всего            | Всего             | 26   | 8    | 5     | 7     | 31    | 15    |
| Кёльн            | 2013/14          | Вторая Бундеслига | 11   | 1    | 0     | 0     | 11    | 1     |
| Кёльн            | 2014/15          | Бундеслига        | 10   | 1    | 0     | 0     | 10    | 1     |
| Кёльн            | 2015/16          | Бундеслига        | 0    | 0    | 1     | 0     | 1     | 0     |
| Кёльн            | Всего            | Всего             | 21   | 2    | 1     | 0     | 22    | 2     |
| Хайденхайм       | 2015/16          | Вторая Бундеслига | 14   | 2    | 1     | 0     | 15    | 2     |
| Хайденхайм       | 2016/17          | Вторая Бундеслига | 7    | 1    | 2     | 0     | 9     | 1     |
| Хайденхайм       | Всего            | Всего             | 21   | 3    | 3     | 0     | 24    | 3     |
| Волеренга        | 2017             | Элитсерия         | 24   | 4    | 3     | 1     | 27    | 5     |
| Волеренга        | 2018             | Элитсерия         | 25   | 10   | 5     | 4     | 30    | 14    |
| Волеренга        | 2019             | Элитсерия         | 29   | 8    | 3     | 3     | 32    | 11    |
| Волеренга        | 2020             | Элитсерия         | 26   | 8    | 0     | 0     | 26    | 8     |
| Волеренга        | Всего            | Всего             | 104  | 30   | 11    | 8     | 115   | 38    |
| Сённерйюск       | 2020/21          | Суперлига         | 17   | 0    | 5     | 1     | 22    | 1     |
| Сённерйюск       | Всего            | Всего             | 17   | 0    | 5     | 1     | 22    | 1     |
| Бранн            | 2021             | Элитсерия         | 15   | 4    | 2     | 0     | 17    | 4     |
| Бранн            | 2022             | ОБОС-лига         | 29   | 16   | 4     | 7     | 33    | 23    |
| Бранн            | 2023             | Элитсерия         | 4    | 3    | 3     | 3     | 7     | 6     |
| Бранн            | Всего            | Всего             | 48   | 23   | 9     | 10    | 57    | 33    |
| Всего за карьеру | Всего за карьеру | Всего за карьеру  | 247  | 63   | 33    | 24    | 270   | 87    |

1. ↑  Включая выступления в Кубок Норвегии и Кубок Германии

### Матчи Финне за сборную Норвегии
| Матчи Финне за сборную Норвегии | Матчи Финне за сборную Норвегии | Матчи Финне за сборную Норвегии | Матчи Финне за сборную Норвегии | Матчи Финне за сборную Норвегии | Матчи Финне за сборную Норвегии |
| ------------------------------- | ------------------------------- | ------------------------------- | ------------------------------- | ------------------------------- | ------------------------------- |
| №                               | Дата                            | Соперник                        | Счёт                            | Голы Финне                      | Соревнование                    |
| 1                               | 20 июня 2023                    | Кипр                            | 3:1                             | —                               | Чемпионат Европы 2024 (отбор)   |
| 2                               | 7 сентября 2023                 | Иордания                        | 6:0                             | 1                               | Товарищеский матч               |
| 3                               | 12 октября 2023                 | Кипр                            | 4:0                             | —                               | Чемпионат Европы 2024 (отбор)   |
| 4                               | 16 ноября 2023                  | Фарерские острова               | 2:0                             | —                               | Товарищеский матч               |

Итого: 4 матча / 1 гол; 4 победы, 0 ничьих, 0 поражений.

## Достижения

### Командные
Бранн
- Первый дивизион
  - Чемпион: 2022
- Кубок Норвегии
  - Чемпион: 2022/23

### Индивидуальные
- Лучший бомбардир Первого дивизиона Норвегии: 2022[23]
- Лучший бомбардир Кубка Норвегии: 2022/23[29]